# Tensor métrico (relatividad general)
El tensor métrico, en relatividad general, y en este contexto, a menudo abreviado simplemente como métrica, es un invariante relativista infinitesimal con la dimensión de una longitud. Es objeto de estudio fundamental. Matemáticamente, es un tensor métrico relativo a la variedad diferencial que representa el espacio-tiempo físico.La métrica captura toda la estructura geométrica y causal del espacio-tiempo, utilizándose para definir nociones como tiempo, distancia, volumen, curvatura, ángulo y separación del futuro y el pasado.
En relatividad general, una métrica, en un sistema de referencia, contiene toda la información sobre la gravitación tal como se percibe en él. El tensor métrico desempeña el papel del potencial gravitatorio en la teoría clásica de la gravitación, aunque el contenido físico de las ecuaciones asociadas es completamente diferente. Para Gutfreund y Renn: "en la relatividad general, el potencial gravitatorio está representado por el tensor métrico".

## Notación y convenciones
Este artículo trabaja con una firma métrica que es en su mayoría positiva (− + + +). Véase convención de signos. La constante de gravitación {\displaystyle G} se mantendrá explícita. También se emplea el convenio de suma de Einstein, donde los índices repetidos se suman automáticamente.

## Definición
Matemáticamente, el espacio-tiempo está representado por una variedad diferenciable de cuatro dimensiones {\displaystyle M} y el tensor métrico viene dado como un tensor covariante, de segundo grado, simétrico sobre {\displaystyle M}, convencionalmente anotado por {\displaystyle g}. Además, se requiere que la métrica sea no degenerada con la firma (− + + +). Una variedad {\displaystyle M} dotada de tal métrica es un tipo de variedad lorentziana.
Explícitamente, el tensor métrico es una forma bilineal simétrica en cada espacio tangente de {\displaystyle M} que varía de manera suave (o diferenciable) de un punto a otro. Dados dos vectores tangentes {\displaystyle u} y {\displaystyle v} en un punto {\displaystyle x} en {\displaystyle M}, la métrica se puede evaluar en {\displaystyle u} y {\displaystyle v} para dar un número real:
{\displaystyle g_{x}(u,v)=g_{x}(v,u)\in \mathbb {R} .}
Se trata de una generalización del producto escalar del espacio euclídeo ordinario. A diferencia del espacio euclídeo, donde el producto escalar es definido positivo, la métrica es indefinida y confiere a cada espacio tangente la estructura del espacio de Minkowski.

## Propiedades
El tensor métrico desempeña un papel fundamental en la manipulación de índices. En notación de índices, los coeficientes {\displaystyle g_{\mu \nu }} del tensor métrico {\displaystyle \mathbf {g} } proporcionan un vínculo entre los componentes covariante y contravariante de otros tensores. Contraer el índice contravariante de un tensor con uno de un coeficiente tensor métrico covariante tiene el efecto de reducir el índice:
{\displaystyle g_{\mu \nu }A^{\nu }=A_{\mu }}
y de manera similar, un coeficiente métrico contravariante eleva el índice:
{\displaystyle g^{\mu \nu }A_{\nu }=A^{\mu }.}
La aplicación de esta propiedad de subir y bajar índices a los propios componentes del tensor métrico conduce a la propiedad:
{\displaystyle g_{\mu \nu }g^{\nu \lambda }=\delta _{\mu }^{\lambda }}
Para una métrica diagonal (para la que los coeficientes {\displaystyle g_{\mu \nu }=0,\,\forall \mu \neq \nu }; es decir, los vectores base son ortogonales entre sí), esto implica que un coeficiente covariante dado del tensor métrico es el inverso del coeficiente contravariante correspondiente:
{\displaystyle g_{00}=(g^{00})^{-1},g_{11}=(g^{11})^{-1}}, etc.

## Volumen
La métrica g induce una forma de volumen natural (hasta un signo), que puede utilizarse para integrar sobre un dominio de una variedad. Dadas unas coordenadas locales:
{\displaystyle x^{\mu }} 
para la variedad, la forma de volumen puede escribirse:
{\displaystyle \mathrm {vol} _{g}=\pm {\sqrt {\left|\det(g_{\mu \nu })\right|}}\,dx^{0}\wedge dx^{1}\wedge dx^{2}\wedge dx^{3}}
donde {\displaystyle \det(g_{\mu \nu })} es el determinante de la matriz de componentes del tensor métrico para el sistema de coordenadas dado.

## Curvatura
La métrica {\displaystyle g} determina completamente la curvatura del espacio-tiempo. Según el teorema fundamental de la geometría de Riemann, existe una conexión única ∇ en cualquier variedad seudoriemanniana que sea compatible con la métrica y esté libre de torsión. Esta conexión se denomina conexión de Levi-Civita. Los símbolos de Christoffel de esta conexión están dados en términos de derivadas parciales de la métrica en coordenadas locales {\displaystyle x^{\mu }} por la fórmula:
{\displaystyle \Gamma ^{\lambda }{}_{\mu \nu }={\frac {1}{2}}g^{\lambda \rho }\left({\frac {\partial g_{\rho \mu }}{\partial x^{\nu }}}+{\frac {\partial g_{\rho \nu }}{\partial x^{\mu }}}-{\frac {\partial g_{\mu \nu }}{\partial x^{\rho }}}\right)={\frac {1}{2}}g^{\lambda \rho }\left(g_{\rho \mu ,\nu }+g_{\rho \nu ,\mu }-g_{\mu \nu ,\rho }\right)}
(donde las comas indican derivadas parciales). 
Entonces, la curvatura del espacio-tiempo viene dada por el tensor de curvatura de Riemann, que se define en términos de la conexión Levi-Civita ∇. En coordenadas locales este tensor viene dado por:
{\displaystyle {R^{\rho }}_{\sigma \mu \nu }=\partial _{\mu }\Gamma ^{\rho }{}_{\nu \sigma }-\partial _{\nu }\Gamma ^{\rho }{}_{\mu \sigma }+\Gamma ^{\rho }{}_{\mu \lambda }\Gamma ^{\lambda }{}_{\nu \sigma }-\Gamma ^{\rho }{}_{\nu \lambda }\Gamma ^{\lambda }{}_{\mu \sigma }.}
La curvatura es entonces expresable puramente en términos de la métrica {\displaystyle g} y sus derivadas.

## Ecuaciones de Einstein
Una de las ideas centrales de la relatividad general es que la métrica (y la geometría asociada del espacio-tiempo) viene determinada por el contenido de materia y energía del espacio-tiempo. Las ecuaciones del campo de Einstein:
{\displaystyle R_{\mu \nu }-{\frac {1}{2}}Rg_{\mu \nu }={\frac {8\pi G}{c^{4}}}\,T_{\mu \nu }}
donde el tensor de curvatura de Ricci:
{\displaystyle R_{\nu \rho }\ {\stackrel {\mathrm {def} }{=}}\ {R^{\mu }}_{\nu \mu \rho }}
y la curvatura escalar de Ricci:
{\displaystyle R\ {\stackrel {\mathrm {def} }{=}}\ g^{\mu \nu }R_{\mu \nu }}
relacionan la métrica (y los tensores de curvatura asociados) con el tensor de energía-impulso {\displaystyle T_{\mu \nu }}. Esta ecuación tensorial es un complicado conjunto de ecuaciones diferenciales parciales no lineales para los componentes de las métricas. Las soluciones exactas de las ecuaciones del campo de Einstein son muy difíciles de encontrar.